# Steatoda lawrencei
Steatoda lawrencei är en spindelart som beskrevs av Brignoli 1983. Steatoda lawrencei ingår i släktet vaxspindlar, och familjen klotspindlar. Inga underarter finns listade i Catalogue of Life.